# Отрада (вилла)

## История
Особняк, расположенный в городе Алушта в ландшафтном парке на берегу моря. Памятник архитектуры.
Построен в 1880-х гг. ялтинским архитектором Н. П. Красновым по заказу миллионера и мецената Николая Дмитриевича Стахеева.
По приглашению владельца в особняке гостили его дядя — художник И. И. Шишкин и двоюродный брат — писатель-романтик Дмитрий Иванович Стахеев.
В советское время здесь располагался дом отдыха инженеров-металлистов.
В настоящее время в особняке располагается Центр детского творчества (бывший Дворец пионеров). Современный адрес: Алушта, ул. Перекопская, д. 1.

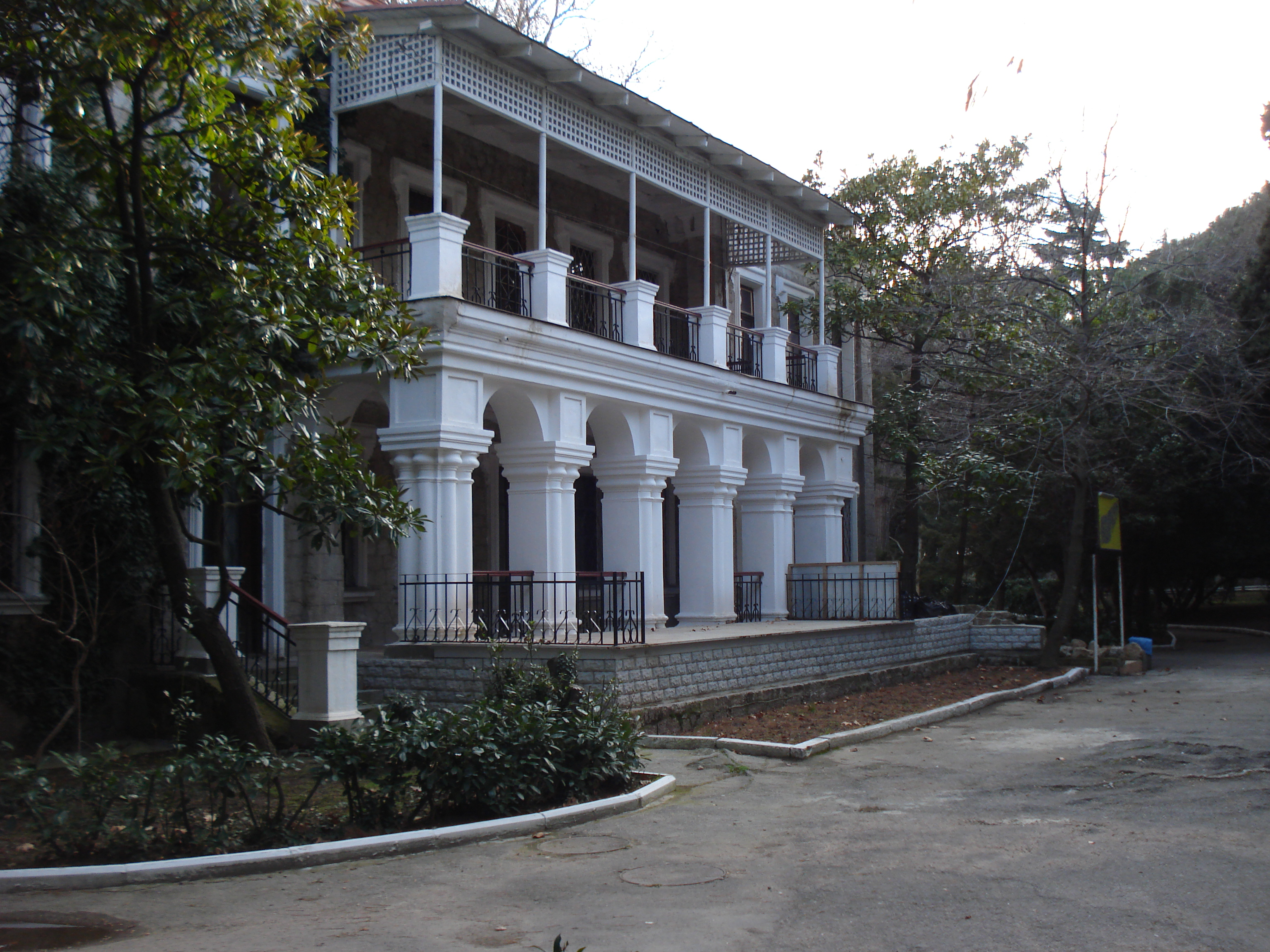
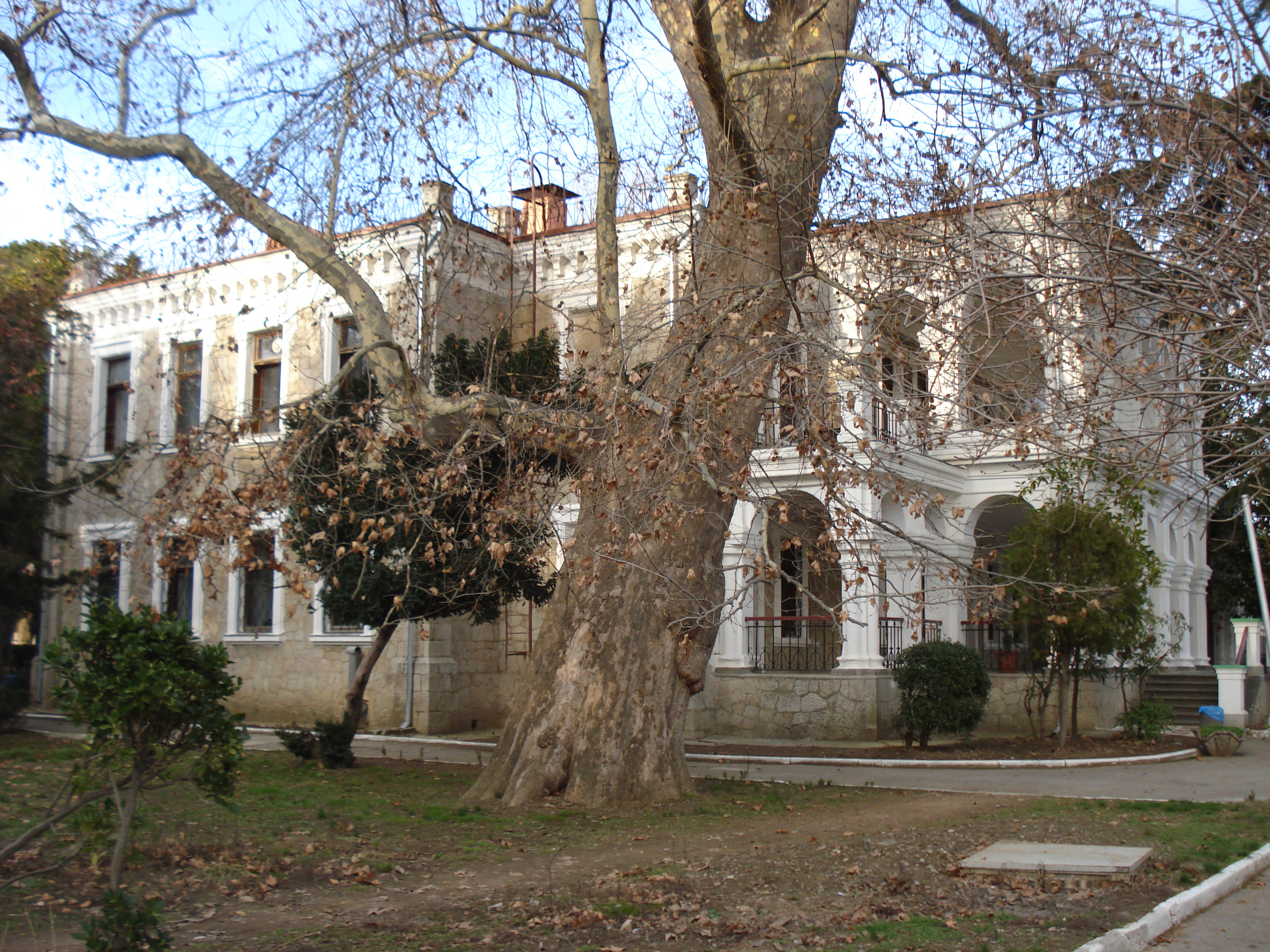

## Парк
Заложен в второй половине XIX века, насчитывает 99 видов деревьев и кустарников. В парке растёт мемориальное дерево платан-динозавр.

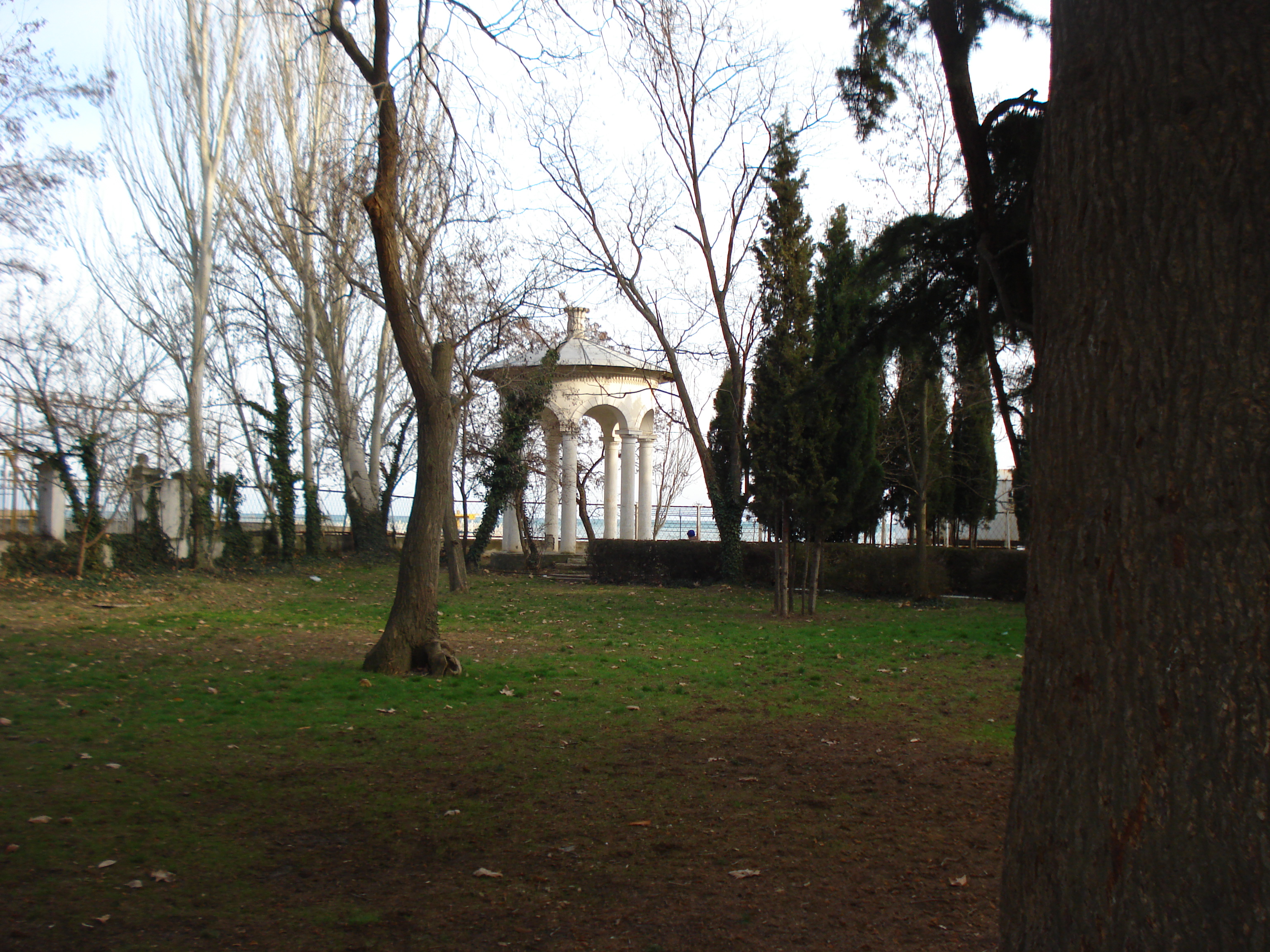
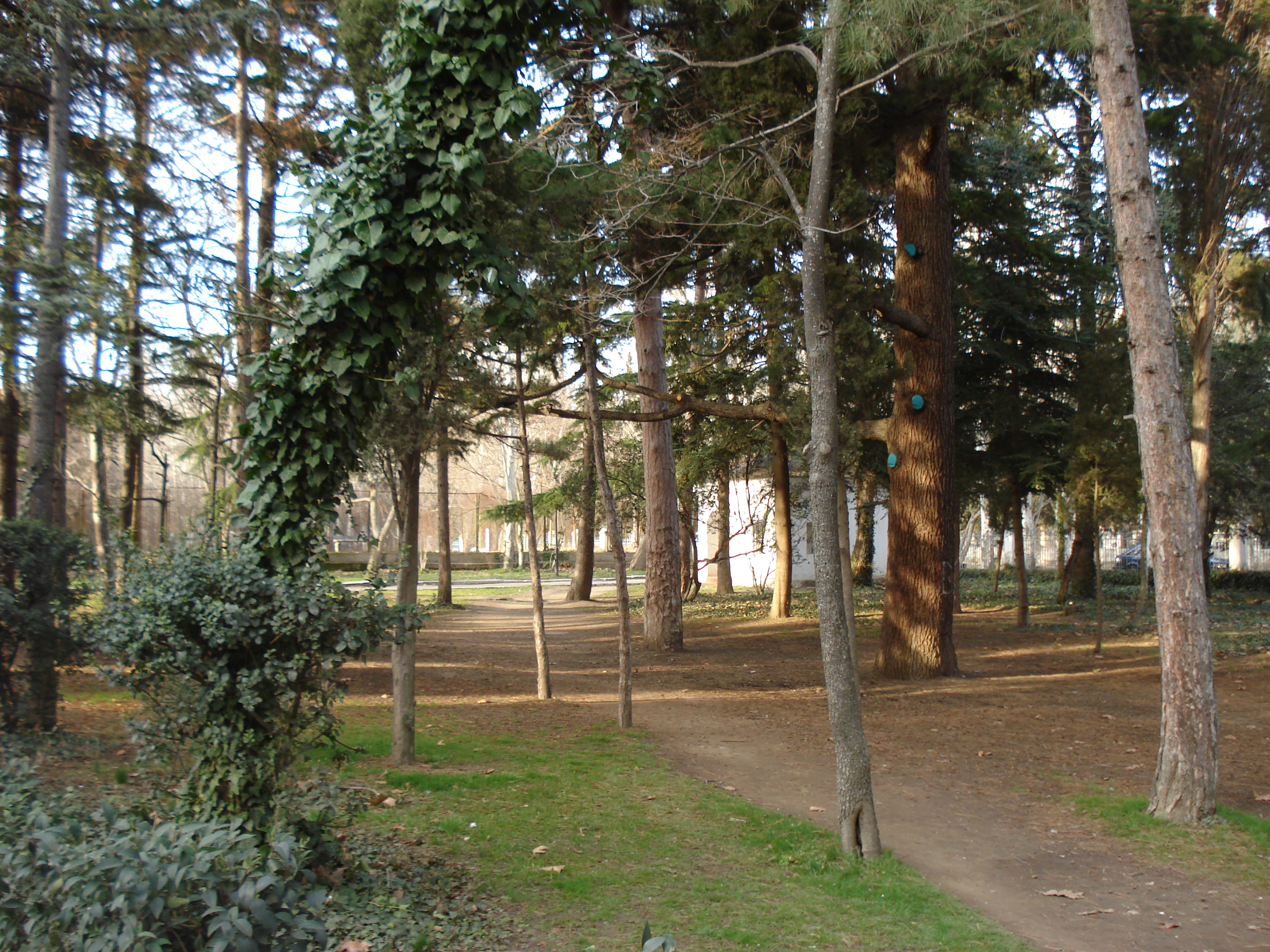
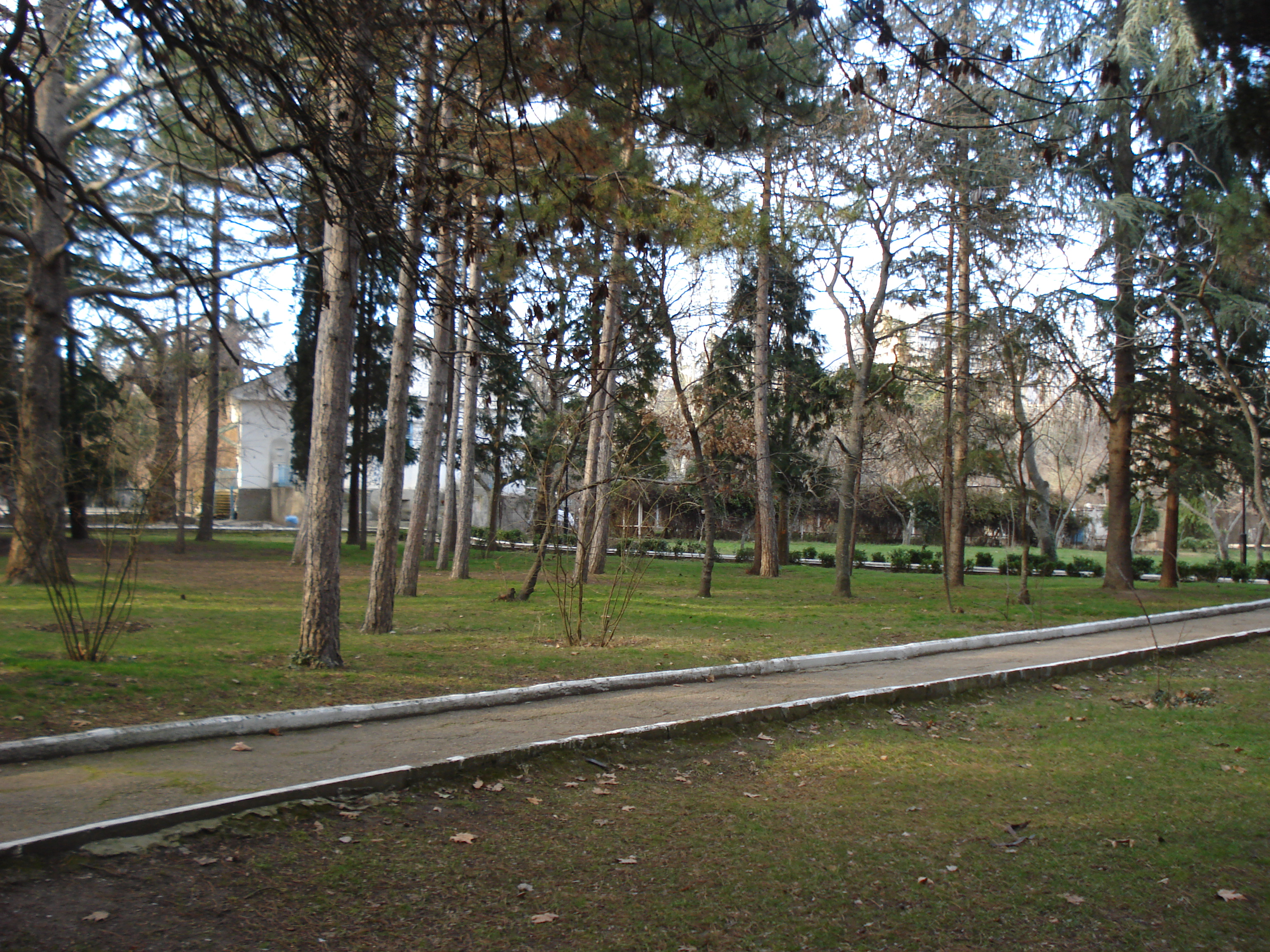
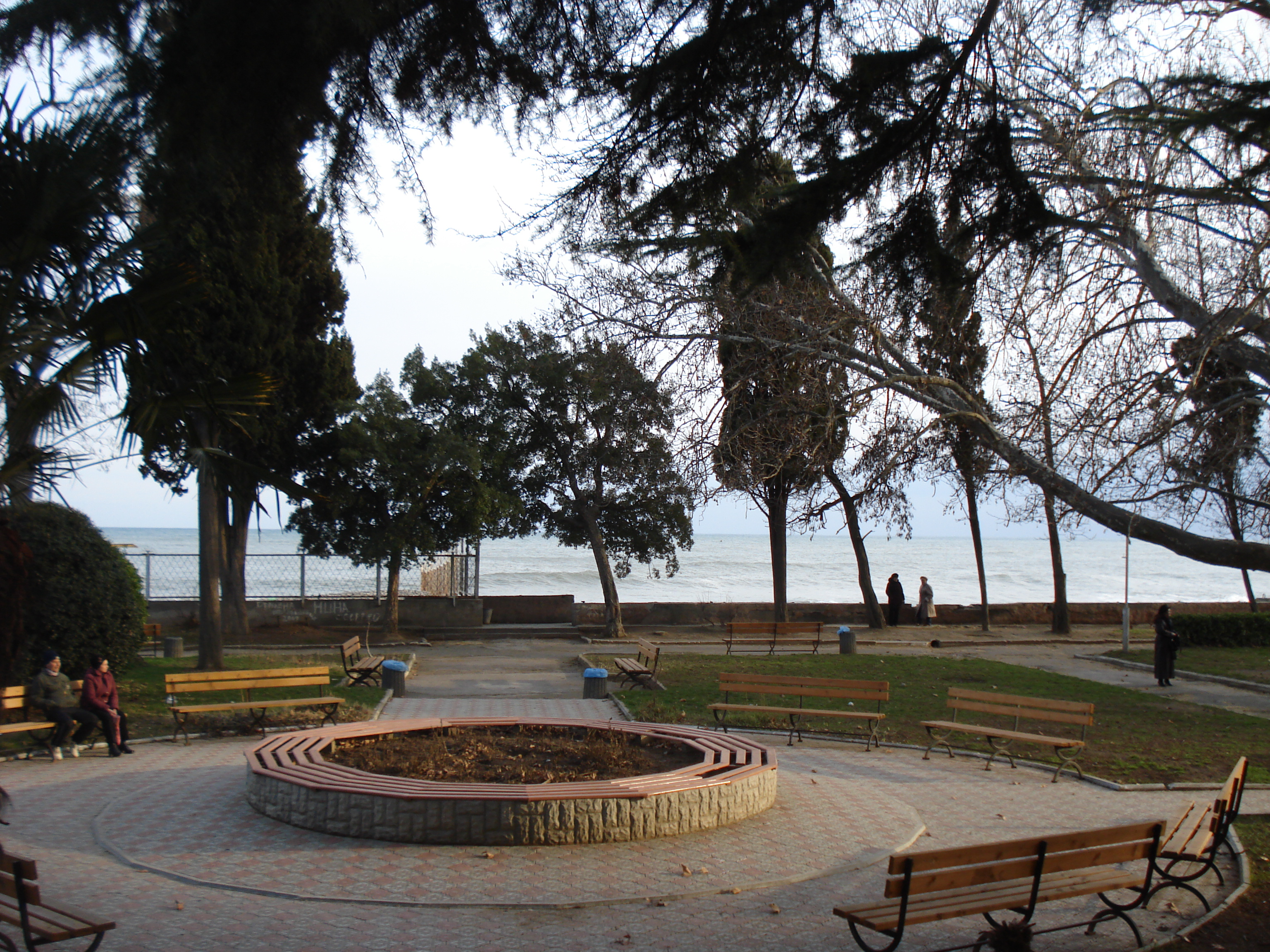